# Fissiphallius sympatricus
Fissiphallius sympatricus is een hooiwagen uit de familie Zalmoxioidae.